# Saleen XP
Les modèles XP de Saleen sont des véhicules utilitaires sportifs.

## XP6
Le XP6 est un véhicule créé par Saleen et produit entre 1998 et 2001. Il s'agit d'un dérivé du Ford Explorer et il est disponible en transmission à 2 ou 4 roues motrices.

## XP8
Le XP8 est dérivé du Ford Explorer XLT.